# Talelespitze
Der Talelespitze ist ein 2104 m ü. A. hoher Gipfel im Karwendel am Ostende der Nördlichen Karwendelkette. Die Erstbesteigung erfolgte durch Hermann von Barth im Juli 1870.